# شتربا
شتربا (بالفارسية: شترپا) هي قرية تقع في قسم تشناران الريفي (مقاطعة تشناران) في إيران. يقدر عدد سكانها بـ 354 نسمة بحسب إحصاء 2016.